# Koenigsegg CCX
Koenigsegg CCX är en supersportbil från Koenigsegg.
CCX är en förkortning av Competition Coupé X där X:et syftar på tioårsjubileet av tillverkandet och testandet av den första CC-bilen år 1996. CCX är utvecklad speciellt med den amerikanska marknaden i åtanke och byggd för att klara amerikanska lagkrav kring säkerhet och avgasemissioner.

## Prestanda
- Motor: V8 i aluminium på 4700 cm3, fyrventilsteknik, dubbla överliggande kamaxlar, dubbla Rotrex kompressorer.
- Effekt: 806 hk vid 6 900 v/min
- Vridmoment: 920 Nm vid 5 700 v/min
- Acceleration: 0–100 km/h (0–62 mph) 3,2
- Toppfart: 395+ km/h (245+ mph)
- Bromssträcka: 31 meter (100–0 km/h)
- Torrvikt: 1180 kg
- HK/Ton:683,1 kg

## Koenigsegg CCX Editon
Denna modell har samma motor men något bättre prestanda än CCX modellen bl.a. en förbättring på 0–100 km/h med 0,5 sekunder och en ökad topphastighet med 5 km/h

### Prestanda
- 0–100 km/h : 2.7 sekunder
- 0–200 km/h : 7.3 sekunder
- Topphastighet : 403+ km/h
- Bromssträcka 100–0 km/h : 31.8 meter